# Route 95 (Colombie-Britannique)
La Route 95 est une route sud / nord dans le sud-est de la Colombie-Britannique. Elle est le prolongement de la US 95 à la frontière canado-américaine.
La route 95 est l'une des routes les plus en multiplex de la province; elle partage la majeure partie de son tracé avec une autre route numérotée.

## Description du tracé

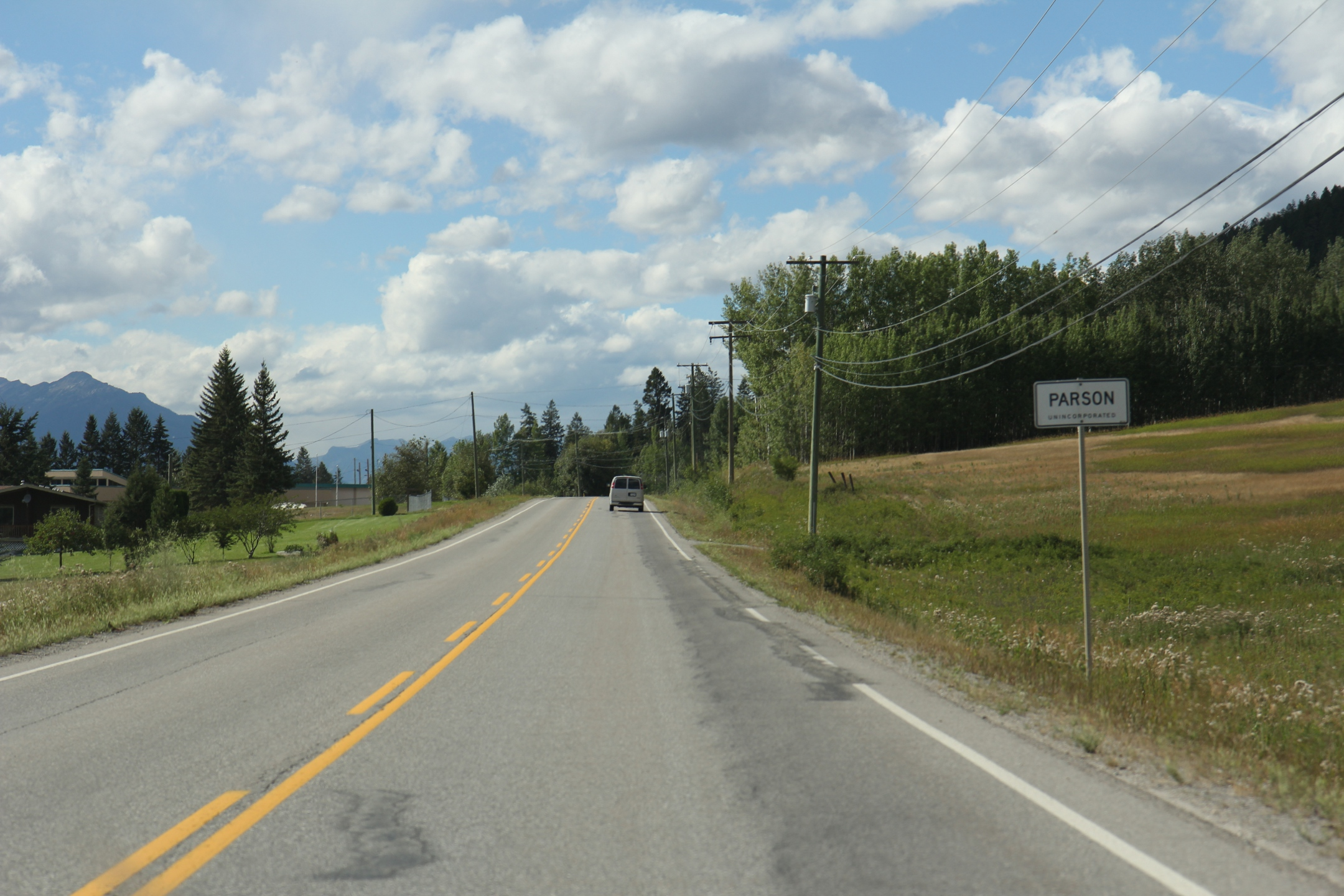
Route 95 entrant à Parson.

La route de 329 km (204 mi) débute à la frontière canado-américaine à Kingsgate. Elle est le prolongement vers le nord de la US 95. Elle longe la rivière Moyie vers le nord-est sur 11 km (7 mi) jusqu'à Yahk, où elle rejoint la route 3 (Route Crowsnest). Les routes forment un multiplex vers le nord-est sur 79 km (49 mi) jusqu'au nord-est de Cranbrook. Au nord-est de la ville, près de Fort Steele, les routes se séparent mais la route 95 rencontre aussitôt la route 93. Les deux routes forment un multiplex vers le nord sur 134 km (83 mi) le long de la rivière Kootenay et du fleuve Columbia en passant par Wasa, Canal Flats, Fairmont Hot Springs et Invermere. Les routes atteignent Radium Hot Springs, où elles se séparent. La route 95 continue de suivre le fleuve Columbia vers le nord sur 105 km (65 mi) en passant par Edgewater, Brisco, Spillimacheen et Parson pour ensuite atteindre Golden, là ou elle prend fin alors qu'elle rencontre la route 1 (route transcanadienne).

## Intersections majeures
| District régional                             | Ville              | km                                                | Destinations                                                | Notes                                                                                       |
| --------------------------------------------- | ------------------ | ------------------------------------------------- | ----------------------------------------------------------- | ------------------------------------------------------------------------------------------- |
| Central Kootenay                              | Kingsgate          | 0,00                                              | US 95 sud – Bonners Ferry, Sandpoint, Coeur d'Alene         | Continue en Idaho                                                                           |
| Central Kootenay                              | Kingsgate          | 0,00                                              | Frontière canado-américaine                                 |                                                                                             |
| Central Kootenay                              | Yahk               | 11,30                                             | BC-3 ouest (Route Crowsnest) – Creston, Castlegar           | Terminus sud du multiplex avec la BC-3                                                      |
| East Kootenay                                 | Cranbrook          | 83,62                                             | BC-95A nord – Kimberley                                     | Terminus sud de la BC-95A; échangeur                                                        |
| East Kootenay                                 |                    | 89,05                                             | BC-3 est (Route Crowsnest) / BC-93 sud – Fernie, Lethbridge | Terminus nord du multiplex avec la BC-3; terminus sud du multiplex avec la BC-93; échangeur |
| East Kootenay                                 | Fort Steele        | 96,05                                             | Pont Fort Steele au-dessus de la rivière Kootenay           | Pont Fort Steele au-dessus de la rivière Kootenay                                           |
| East Kootenay                                 |                    | 120,71                                            | Pont Wasa au-dessus de la rivière Kootenay                  | Pont Wasa au-dessus de la rivière Kootenay                                                  |
| East Kootenay                                 | 120,84             | BC-95A sud – Kimberley                            | Terminus nord de la BC-95A                                  |                                                                                             |
| East Kootenay                                 | 133,28             | Pont Springbrook au-dessus de la rivière Kootenay | Pont Springbrook au-dessus de la rivière Kootenay           |                                                                                             |
| East Kootenay                                 | Canal Flats        | 161,80                                            | Pont Canal Flats au-dessus de la rivière Kootenay           | Pont Canal Flats au-dessus de la rivière Kootenay                                           |
| East Kootenay                                 |                    | 185,79                                            | Pont Fairmont au-dessus du fleuve Columbia                  | Pont Fairmont au-dessus du fleuve Columbia                                                  |
| East Kootenay                                 | Radium Hot Springs | 223,45                                            | BC-93 nord – Parc national de Kootenay, Banff, Lake Louise  | Terminus nord du multiplex avec la BC-93; carrefour giratoire                               |
| Columbia-Shuswap                              | Golden             | 328,88                                            | BC-1 – Kamloops, Revelstoke, Banff, Calgary                 |                                                                                             |
| - Terminus de multiplex - Transition de route |                    |                                                   |                                                             |                                                                                             |